# Brits

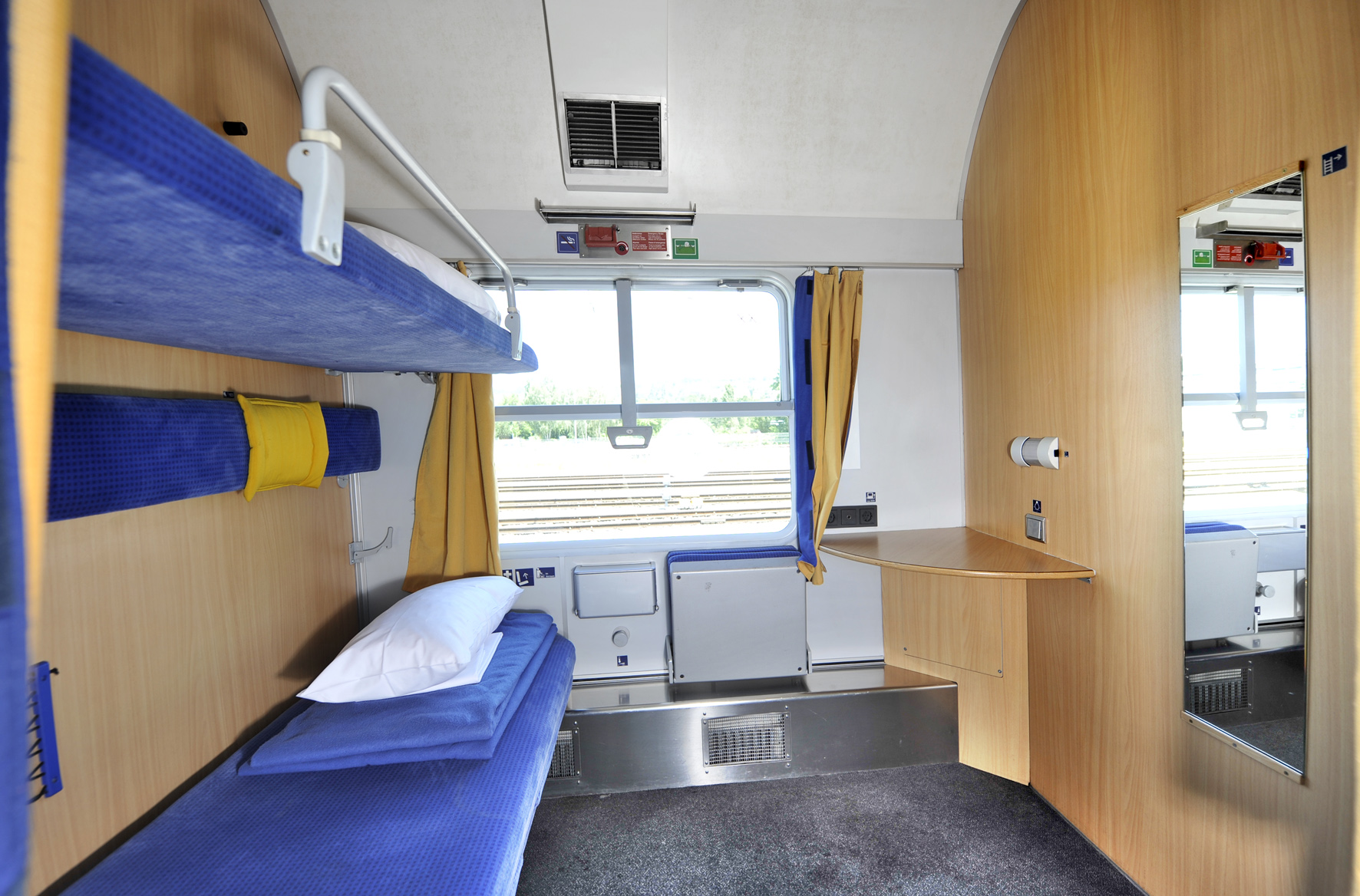
Britsar ombord på ett tåg.

En brits är en enklare möbel liknande en bänk att ligga på, som inte ger samma komfort som en säng. Britsar finns bland annat i hytter ombord på båtar, i kupéer ombord på tåg samt i fängelser och arrestlokaler. De är också vanliga på läkarmottagningar där de ofta är klädda i galon och kan ha en rulle med papper vid ena änden som dras ut för att täcka britsen för varje ny patient. 